# Gervais Randrianarisoa
Mamy Gervais (de son vrai nom Gervais Randrianarisoa), né le 7 novembre 1984, est un footballeur malgache évoluant au poste de défenseur dans l’équipe de la Tamponnaise.

## Palmarès
- Champion de la Réunion (6) : 2015, 2016, 2017, 2018, 2019, 2021
- Vainqueur de la Coupe de la Réunion (2) : 2018 et 2019
- Vainqueur de la Coupe Régionale de France (4) : 2016, 2019, 2020, 2022

- Vainqueur du Trophée des Champions : 2019, 2020

### Ajesaia
- Champion de Madagascar (2)
  - 2007,2009
- Coupe de Madagascar (1)
  - 2006